# LiSA
리사(LiSA, リサ, 1987년 6월 24일 ~ )는 일본의 여성 가수이다. 본명은 오리베 리사이고, 기후현 세키시 출신이다. 락 밴드「Love is Same All」의 보컬리스트이다. 하지만 스즈키 타츠히사와 결혼하면서 그의 성을 따라, 스즈키 리사로 변경되었다.

## 개요
2005년 고교 시절에 락 밴드 'CHUCKY'를 결성하여 보컬로 활동했지만, CHUCKY는 2008년 7월에 해산하였다. 그 후, PARKING OUT의 멤버와 Love is Same All을 결성하였다.
2010년 텔레비전 애니메이션 『Angel Beats!』의 극중 밴드인 '걸스 데드 몬스터'의 2대 보컬인 유이 역할의 가수가 되었다. (성우는 키타무라 에리)
걸스 데드 몬스터의 활동 종료 후, 2011년 1월 16일에 솔로로 데뷔하여, 2011년 4월 20일 미니 앨범『Letters to U』를 발매하였다.

## 음반 목록

### Girls Dead Monster
싱글

• Thousand Enemies (2010.05.12) - 오리콘 싱글 위클리 차트 4위
• Little Braver (2010.06.09) - 오리콘 싱글 위클리 차트 2위
• 一番の宝物 ～Yui final ver.～ (2010.12.08) - 오리콘 싱글 위클리 차트 3위

 정규

• Keep The Beats! (2010.06.30) - 오리콘 앨범 위클리 차트 6위

### LiSA 명의 활동
- Oath Sign
- Crossing Field
- Best Way, Best Day
- Träumerei
- Rising Hope
- BRiGHT FLiGHT/L.Miranic
- シルシ(증표)
- Rally Go Round
- Empty MERMAiD
- Brave Freak Out
- Catch the Moment
- 紅蓮華
- From the Edge
- 炎
- だってアタシのヒーロー。
- HADASHi NO STEP
- Yu-ke
- Akeboshi/shirogane
- Shouted Serenade
- ブラックボックス
- QUEEN
- ReawakeR

#### 미니
- Letters to U
- LUCKY Hi FiVE!
- LADYBUG

#### 정규
- LOVER"S"MiLE
- LANDSPACE
- Launcher
- LiTTLE DEViL PARADE
- LEO NiNE
- LANDER